# Sint-Josephkerk (Amsterdam)

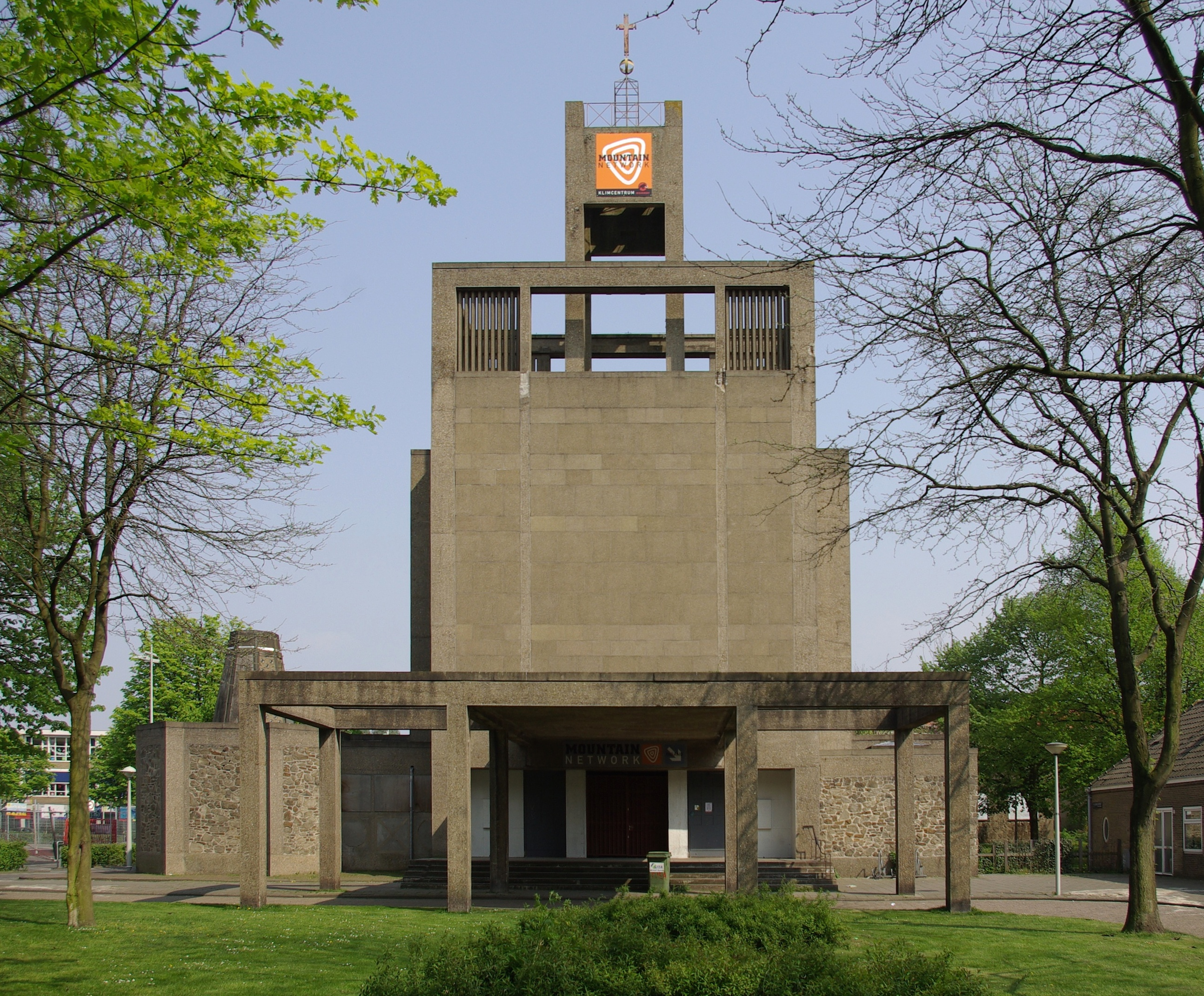
Sint-Josephkerk, 2011

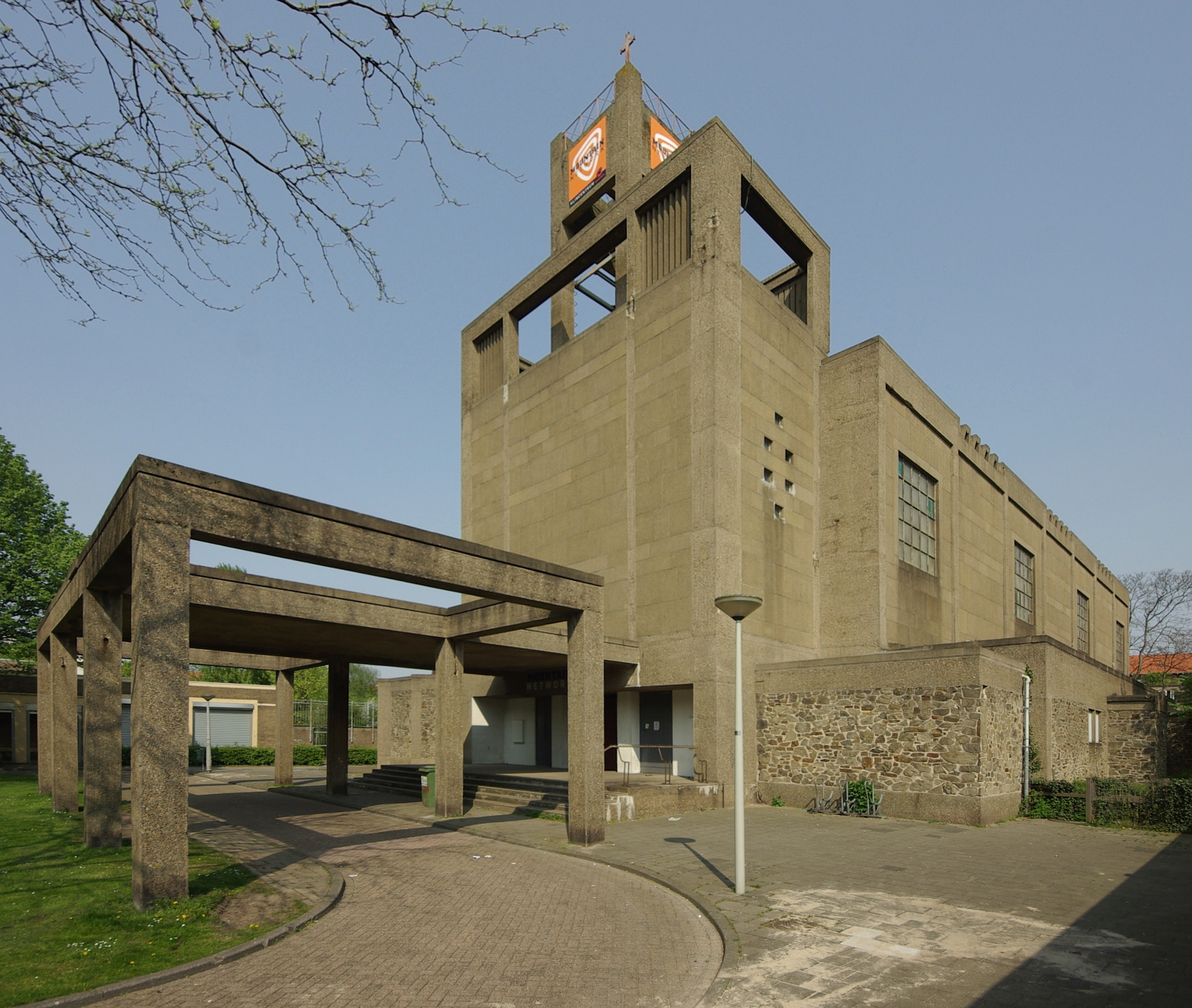
Das Baptisterium, 2011

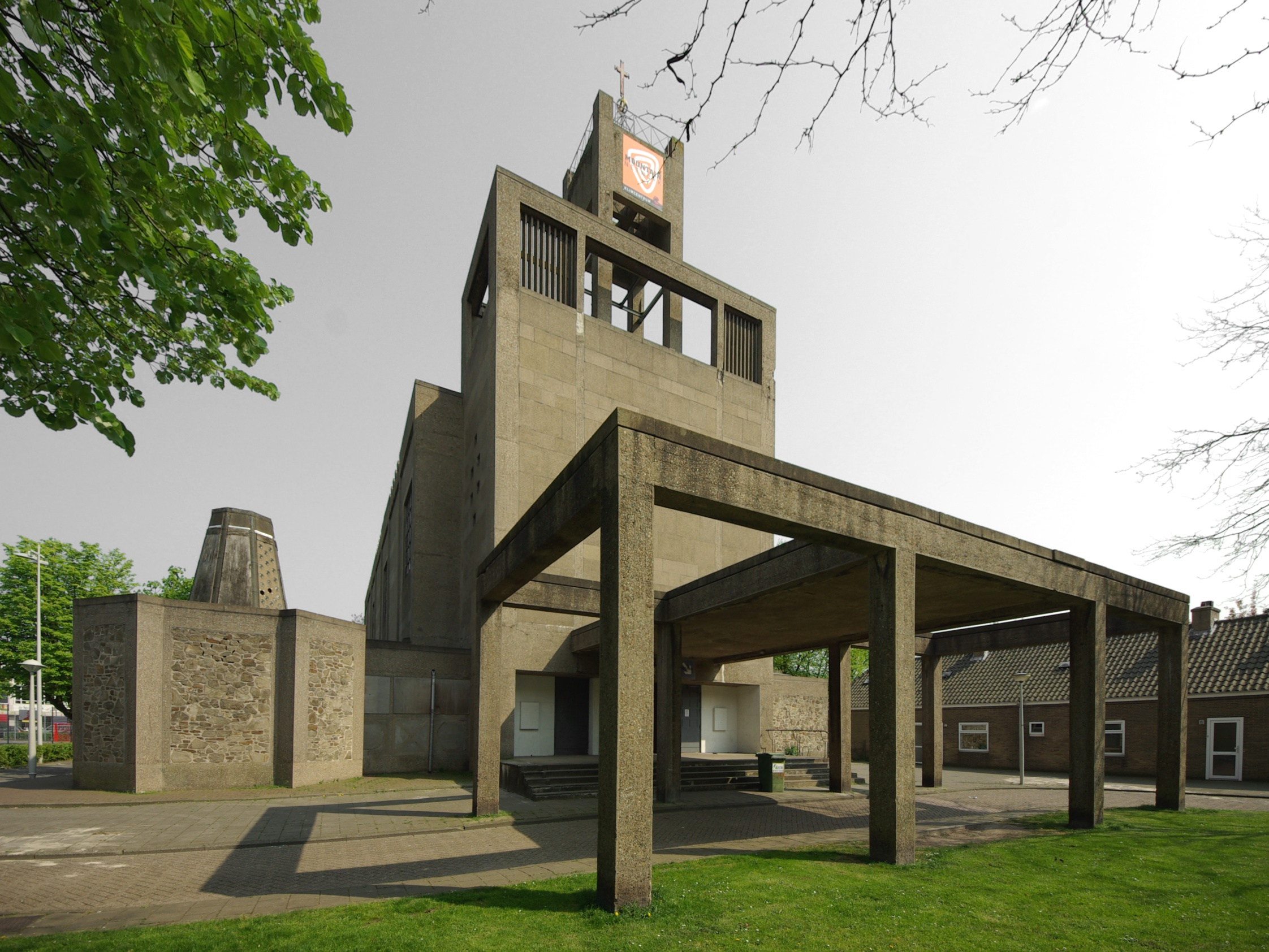
Sint-Josephkerk, 2011. Links das Baptisterium.

Die Sint-Josephkerk (deutsch St.-Joseph-Kirche) ist eine ehemalige römisch-katholische Kirche an der Erik de Roodestraat im Stadtviertel Robert Scottbuurt im Amsterdamer Stadtteil West. Das 1952 fertiggestellte Gebäude diente bis 1990 als Kirche und wurde bis Mai 2012 als Kletterhalle genutzt. 2007 wurde das Bauwerk in die Top 100 der niederländischen Denkmäler 1940–1958 aufgenommen, seit 2009 ist es Rijksmonument.

## Geschichte
Die Sint-Josephkerk war bereits seit den 1930er Jahren in den Plänen zur Stadterweiterung Amsterdams vorgesehen. Das Bistum Haarlem und die Gemeinde der Chassékerk in Amsterdam beauftragten den Architekten Gerard Holt, der das Kirchengebäude schon 1941 bis 1943 in Zusammenarbeit mit K. P. Tholens entwarf. Aufgrund des Zweiten Weltkrieges konnte der Bau des Gotteshauses erst im Mai 1950 nach einigen Änderungen beginnen. Zwei Jahre später wurde die Kirche Josef von Nazaret geweiht.
Nachdem in den 1980er Jahren die Zahl der Kirchenbesucher deutlich zurückging, wurde das Gebäude 1990 entweiht. Die Gemeindemitglieder wurden von den Gemeinden der Sint-Augustinuskerk, der Chassékerk und der Sint-Franciscuskerk übernommen. Inzwischen wurden auch diese aufgelöst und in der neu gegründeten Gemeinde der Heiligen Dreifaltigkeit zusammengefasst. 1995 kaufte das Bauunternehmen Ballast Nedam das Areal der Sint-Josephkerk. Engagierte Anwohner konnten den geplanten Abriss des Bauwerks verhindern. Seit 1996 wird das Gebäude als Kletterhalle vermietet, zunächst unter der Bezeichnung Tussen hemel en aarde (deutsch Zwischen Himmel und Erde). Der heutige Nutzer Mountain Network Amsterdam hat angekündigt, im Mai 2011 zu einer neuen Niederlassung zu ziehen.
Seit 2009 arbeitet die Gemeinde Amsterdam in Zusammenarbeit mit der Wohnungsbaugenossenschaft Eigen Haard und Ballast Nedam an einer städtebaulichen Erneuerung des Viertels, die 2020 abgeschlossen sein soll. Dabei soll die Sint-Josephkerk saniert werden sowie architektonisch und funktionell eine zentrale Rolle spielen.

## Bauwerk
Bei der Sint-Josephkerk handelt es sich um einen dreischiffigen Kirchenbau mit ausgebauter Apsis, einem Kirchturm, einem Vorhof und einem ausgebauten Baptisterium. Der Architekt ließ sich bei der Planung von frühchristlichen Basiliken inspirieren. Nach den Vorbildern von Auguste Perret und Le Corbusier kamen dabei jedoch moderne Bautechniken zum Einsatz. Das aus einem Stahlbetonskelett bestehende Gebäude gehört zu den ersten katholischen Kirchen der Niederlande in dieser Bauweise. Die Mauern zwischen den Betonträgern sind an der Außenseite mit Betonplatten und Natursteinen aus der niederländischen Provinz Limburg verkleidet. 
Der Innenraum wird von der hellen Backsteinverkleidung des von Betonsäulen getragenen Obergaden dominiert. Die Decke besteht aus vorgefertigten Betonkassetten. Die Spannweiten der Stahlbetonträger des Hauptschiffes betragen 15 Meter. Das für 1130 Personen ausgelegte Kirchenschiff wird durch große quadratische Fenster mit Tageslicht erhellt. Die Deckengemälde und die blau getönten Glasfenster des Altarraums wurden von dem Künstler M. Leeuw entworfen.